# Слободино (Кировская область)
Слободино — деревня в Юрьянском районе Кировской области в составе Гирсовского сельского поселения.

## География
Находится на расстоянии примерно 18 километров на север-северо-запад центра города Киров на правобережье реки Вятка недалеко от железнодорожной линии Киров-Котлас.

## История
Деревня учтена с 1671 года, когда здесь был отмечен 1 двор. В 1764 году учтено 11 жителей. В 1873 году учтено дворов 17 и жителей 128, в 1905  32 и 187, в 1926 41 и 212, в 1950 47 и 161. В 1989 году оставалось 9 жителей. 

## Население
Постоянное население  составляло 4 человека (русские 100%) в 2002 году, 6 в 2010.